# Chilcotin Ranges
Chilcotin Ranges är ett berg i Kanada.   Det ligger i provinsen British Columbia, i den sydvästra delen av landet, 3 500 km väster om huvudstaden Ottawa. Toppen på Chilcotin Ranges är 2 006 meter över havet.
Terrängen runt Chilcotin Ranges är huvudsakligen kuperad, men åt sydväst är den bergig. Trakten runt Chilcotin Ranges är nära nog obefolkad, med mindre än två invånare per kvadratkilometer.. Det finns inga samhällen i närheten.
Trakten runt Chilcotin Ranges består i huvudsak av gräsmarker.